# Espace vital
Pour les articles homonymes, voir Espace vital (homonymie).
Ne doit pas être confondu avec Distanciation sociale.

Un diagramme d'Edward T. Hall décrivant les distances interpersonnelles des humains.

L’espace vital est l'espace nécessaire à la « survie ».
Physique et/ou psychologique, l’espace vital est défini par des normes[Quoi ?]. Lorsqu'un animal ou un humain voit son espace vital diminuer au-delà d'une certaine valeur apparaissent des problèmes de survie ou de conflit psychologique[réf. nécessaire]. Il y a modification des relations et réactions de deux êtres quand l'un d'eux entre dans l'espace vital d'un autre. Cela peut se concrétiser par l'apparition d'agressivité ou de rejet.
Des rapports sociaux qu'entretiennent deux humains, le chevauchement de leurs espaces vitaux sera plus ou moins toléré, accepté ou rejeté.
L'espace vital en psychologie est en général scindé en trois espaces concentriques centrés autour de la personne.

## Définition
L'espace vital est le territoire interdit à un membre de la même espèce. La distance entre deux individus est nommée distance relationnelle. Cette dernière varie en fonction du degré d'affectivité liant les individus. Ce territoire se construit chez chaque individu au cours de leur jeunesse.
Le site en ligne du dictionnaire Larousse présente ce terme comme un calque du mot allemand Lebensraum (créé par Friedrich Ratzel vers la fin du XIXe siècle) se basant sur une théorie nationaliste selon laquelle « tout territoire nécessaire à l'expansion démographique et aux besoins économiques d'un État doit lui être rattaché ». Cette notion a été utilisée comme justification idéologique dans le livre Mein Kampf signé par Adolf Hitler et généralement présentée comme une des principales bases de l'idéologie nazie.
Le CNRTL présente l'espace vital comme une « surface dont ont besoin en moyenne les individus d'une espèce pour leur développement », mais aussi comme une « étendue de territoire qu'un pays revendique pour des raisons démographiques ou économiques ». Par extension et selon Henri Piéron, il s'agit également d'un « ensemble constitué par la personne et par son environnement à un moment donné ».
Mais la distanciation sociale est un des moyens utilisé par tous les pouvoirs pour mystifier ses obligés. En empêchant une communication familière avec eux, ils modulent l'idée de sacré par rapport à leur personne. Ils agrandissent leur honorabilité s'ils peuvent imposer à autrui une plus grande distance sociale. Ce contrôle est fréquemment le fait de personnes haut placé dans la société, mais il peut aussi être le fait de personnes éprouvant des conditions difficiles pour vivre, par protection. Ce contrôle pousse l'entourage à se positionner entre le respect, s'il ne franchit pas la distance limite, et la honte, s'il la franchit.

## Dans la littérature
- Mai 1956 : Espace vital (titre original : Living Space)  est le titre d'une nouvelle de science-fiction de l'écrivain américain Isaac Asimov, mais aussi le titre (en français) du recueil (titre original : Earth Is Room Enough) dans laquelle celle-ci a été publiée.